# Tsitsamaouri
Tsitsamouri (en géorgien : წიწამური) est un petit village en-dehors de Mtskheta (Géorgie). Elle est connue comme le lieu de l'assassinat du fameux écrivain et poète géorgien Ilia Tchavtchavadze en 1907.
Près de Tsitsamouri (identifié comme Seousamora par Strabon), une acropole ruinée datant du royaume d'Ibérie fut découverte par l'archéologue Andria Apakidze en 1953. Cet édifice est identifié comme le Zadentsikhe (ზადენციხე ; c'est-à-dire « forteresse de Zaden ») des chroniques médiévales géorgiennes. Cette forteresse et possible temple païen faisait face au Mont Zedazeni (« Haut Zaden ») où sera construit un monastère chrétien plus tard. Une nécropole du Ier-IIe siècle est également découverte dans les années 1980 ; parmi les trouvailles se trouvent également un batillum de bronze et un œnochoé italique.